# Liste vanuatuischer Inseln
Dies ist eine Liste von Inseln, die den südpazifischen Inselstaat Vanuatu bilden.
Mit Ausnahme der im Norden gelegenen Torres- und Banks-Inseln sowie der (politisch umstrittenen) südlich gelegenen Matthew- und Hunterinseln gehören die vanuatuischen Inseln allesamt zur Inselgruppe Neue Hebriden.
Die Aufstellung ist nach vanuatuischen Provinzen von Nord nach Süd und, soweit zutreffend, auch nach Inselgruppen sortiert. Vanuatu besteht aus 83 Inseln.

## Provinz Torba
- Torres-Inseln
  - Hiw (North Island)
  - Metoma (Ovale Island)
  - Tegua (Middle Island)
  - Nmwel (Île Wel)
  - Linua (Linaua)
  - Loh (Lo) (Saddle Island)
  - Toga (South Island)

- Banks-Inseln
  - Vétaounde (Vatganai, Vot Tande)
  - Uréparapara (Norbarbar) (Bligh Island)
  - Vanua Lava
    - Kwakéa
    - Nawila
    - Ravenga

  - Gaua (Santa Maria Island)
  - Mota (Sugarloaf Island)
  - Mota Lava
    - Ra

  - Mérig (Vergel Island)
  - Méré Lava (Star Peak Island)
  - Rowa-Inseln (Reef Islands)
    - Enwut (Île Anouit, Enwot, Anwet)
    - Lomeur (Île de Sable, Île Moïe, Sanna, Sana)
    - Wosu Island (Île Wosou)
    - Rowa (Ro, Île Rowo)
    - Peten Island

## Provinz Sanma
- Espiritu Santo
  - Elephant Island
  - Malohu
  - Oyster Island
  - Sakao
  - Tangoa
  - Bokissa
- Malo
  - Asuleka
- Aore
- Tutuba
- Mavéa
- Lathi

## Provinz Penama
- Pentecôte
- Ambae (Aoba)
- Maewo

## Provinz Malampa
- Malakula

  - Maskelyne-Inseln
    - Avokh
    - Leumanang
    - Uliveo
    - Vulai

  - Norsup
  - Sakao
  - Sowan (Malampa)
  - Tomman
  - Uri
  - Uripiv
  - Varo
  - Wala
- Ambrym
- Paama
- Lupévi
- Rano
- Atchin
- Vao

## Provinz Shefa
- Épi
  - Lamen
  - Namuka
  - Tefala
- Shepherd-Inseln
  - Laika
  - Tongoa (Kuwaé)
  - Tongariki
  - Buninga
  - Émaé (Mai)
  - Makura (Emwae)
  - Mataso (Matah)
  - Monument (Étarik)
  - Ewose
  - Falea
  - Wot
- Efate
  - Nguna
  - Émao
  - Moso (Verao)
  - Lelepa
  - Erakor
  - Eratap (Castaway Island)
  - Eretoka (Hat Island)
  - Mele (Hideaway Island)
  - Irifa
  - Iririki
  - Kakula
  - Pele

## Provinz Tafea
- Tanna
- Aniwa
- Futuna
- Erromango
  - Vete Manung (Île de la Chèvre, Goat Island)
- Anatom
  - Inyeug
- Umstrittene Inseln:
  - Matthew Island (beansprucht von Frankreich (Neukaledonien))
  - Hunter Island (beansprucht von Frankreich (Neukaledonien))